# Provincia di Bocas del Toro
Bocas del Toro è una delle province di Panama e la sua capitale è l'omonima città di Bocas del Toro. Ha una superficie di 4 643,9 km² e una popolazione di 175.121 abitanti. La provincia si affaccia a nord sul Mar dei Caraibi, a sud confina con la provincia di Chiriquí, a est e sud-est con la comarca di Ngäbe-Buglé, a ovest e nord-ovest con la provincia di Limón della Costa Rica e a sud-ovest con la provincia di Puntarenas della Costa Rica. La provincia comprende l'isola Escudo de Veraguas, che si trova nel Golfo dei Mosquito e separata dal resto dalla penisola Valiente.

## Storia

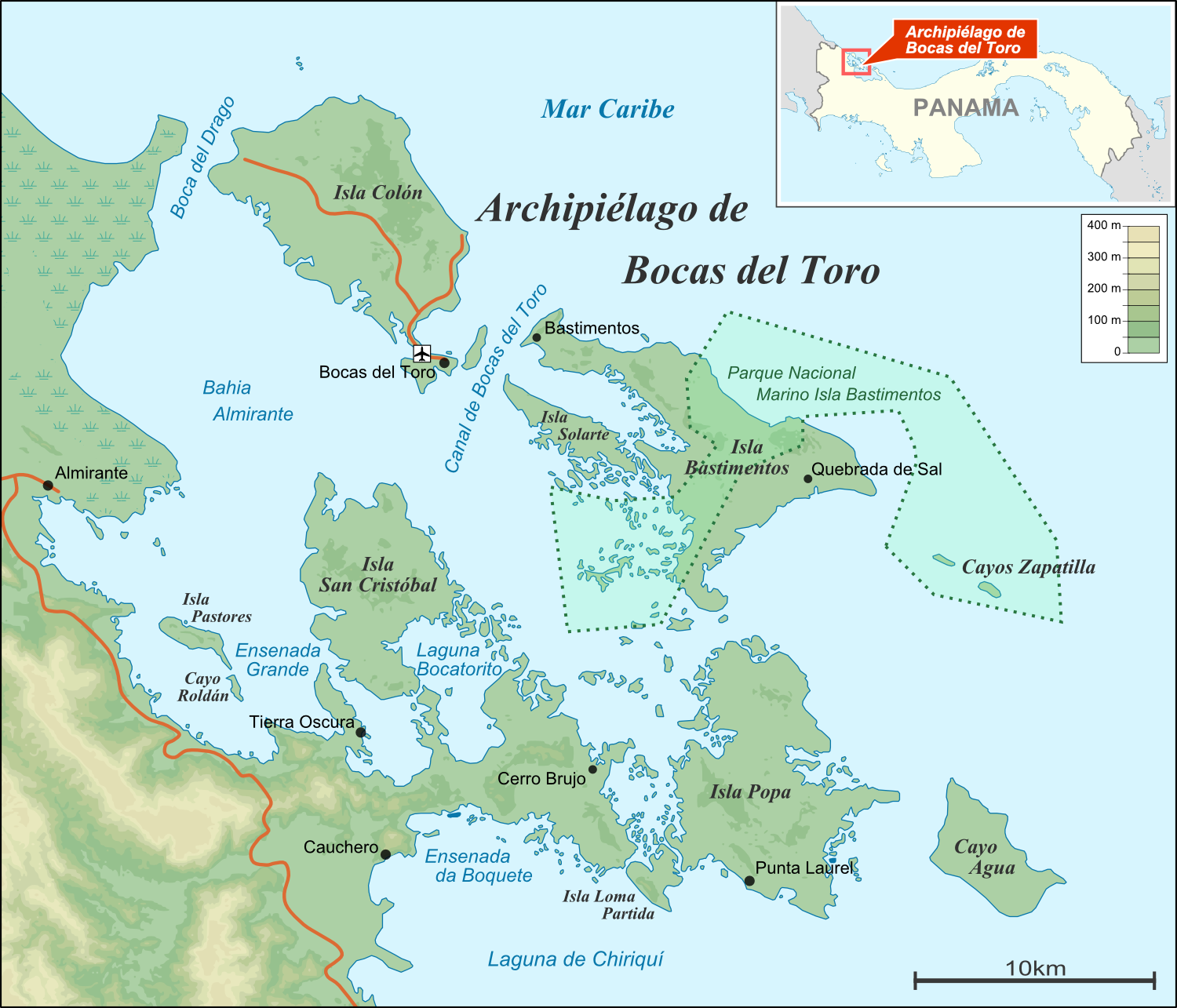
Arcipelago di Bocas del Toro

Gli europei giunsero per la prima volta in questa regione il 6 ottobre 1502, durante il quarto viaggio dell'ammiraglio Colombo in America. Nel periodo coloniale Bocas del Toro divenne nei primi decenni parte del governatorato di Veraguas, nel 1537 del Veragua Real e nel 1540 all'interno della Provincia di Nueva Cartago e Costa Rica, i cui territori si estendevano ad est di Honduras.
Gli spagnoli tentarono di fondare degli insediamenti, ma tali progetti non furono ultimati. Nel 1540 si procedette a costituire la città di Badajoz sulle rive del fiume Sixaola, distrutta poco dopo. Nel 1560, fu eretto il castello d'Austria nella baia di Almirante, poi abbandonato l'anno successivo a causa della sua posizione poco strategica e difficilmente raggiungibile. Nel 1577 fu posta la prima pietra di Artieda del Nuovo Regno di Navarra lungo le rive del fiume Cricamola, lasciata sotto la giurisdizione della neonata provincia della Costa Rica: l'insediamento seguì nell'anno la stessa sorte di Badajoz per le medesime ragioni.
Nel 1605 fu fondata sulla sponda meridionale della Sixaola, l'effimera Santiago de Talamanca dal conquistatore Diego de Sojo e Peñaranda: questa visse un breve periodo di prosperità quando divenne la capitale della nuova provincia di Duy y Mexicanos nel 1610, che si estendeva dal Sixaola fino all'isola Escudo de Veraguas. Sempre nel 1610, si scatenò una ribellione indigena guidata dai Cabécar, la quale terminò in un massacro e costrinse gli abitanti ad abbandonare la città e a sciogliere la provincia appena creata.
Durante il XIX secolo, l'area di Bocas del Toro fu luogo di una disputa di confine tra Costa Rica e Colombia, a causa delle interpretazioni di un trattato della Royal Cédula del 1803. Questa si auto-attribuì la giurisdizione della Costa dei Mosquito fino all'Escudo de Veraguas, del Vicereame della Nuova Spagna al Vicereame della Nuova Granada. Quando Panama proclamò la sua indipendenza (per poi aderire alla Grande Colombia) e si costituì la Repubblica Federale dell'America Centrale, la disputa su Bocas del Toro si riaccese in maniera più acuta.
Nel 1836, temendo la crescente influenza inglese nei Caraibi, l'America Centrale proclamò la sua autorità sull'isola di Bocas de Toro e nominò Juan Galindo per delimitare i confini del distretto di Morazán. Ciononostante, la Repubblica della Nuova Granada inviò due navi e un distaccamento per espellere le forze centroamericane, raggiungendo la terra contesa il 18 dicembre, senza però intentare azioni militari. La Costa Rica protestò contro tale manovra, considerandola alla stregua di una cosiddetta "usurpazione". Temendo la potenza militare della Nuova Granada, scelse però di astenersi dal prendere provvedimenti fino alla separazione di Panama dalla Colombia nel 1903, quando ricominciò a protestare.
Il 26 maggio 1837, la Nuova Granada nominò Bocas del Toro come un cantone della provincia di Veraguas e nel 1843 fu ribattezzato come Territorio nazionale, con agevolazioni fiscali e uno statuto speciale. Nel 1850 la suddivisione amministrativa fu abolita e annessa alla provincia di Chiriquí (in seguito dipartimento di Chiriquí). Nel 1855, l'arcipelago di Bocas del Toro, la laguna di Chiriquí e alcuni isolotti furono raggruppati nel comarca di Bocas del Toro fino al 1894, quando furono convertiti nel distretto della provincia di Colón.
Pochi giorni dopo la separazione di Panama dalla Colombia, il 16 novembre 1903, Bocas del Toro fu elevata al grado di provincia della nuova Repubblica di Panama.
Durante la guerra di Coto, le forze costaricane riacquisirono per breve tempo il possesso della provincia, raggiungendo il centro di Almirante, dove il 6 marzo furono studiati gli ultimi schemi tattici per espugnare la capitale della provincia, situata ad un'estremità dell'isola di Colon. Essa rimase ancora sotto il controllo panamense e a guerra finita furono seguite le indicazioni del lodo White del 1914. I soldati costaricani concentrati ad Almirante furono trasferiti nella vicina provincia di Limón, ponendo così fine all'occupazione costaricana di Bocas del Toro.
Nel 1991, un terremoto di 7,6 Mw colpì la provincia e la vicina Costa Rica, causando 79 morti, 1061 feriti e numerosi danni strutturali.
A seguito dell'emanazione della legge n. 10 del 7 marzo 1997, più della metà del territorio di Bocas del Toro è stato ceduto alla comarca di Ngäbe-Buglé. Il provvedimento legislativo è riportato nella Gazzetta Ufficiale panamense n. 23.242 pubblicata l'11 marzo 1997.
La provincia è stata colpita da una serie di eventi tragici negli ultimi decenni. Nello specifico, il 22 aprile 1991 un violento terremoto con epicentro in Costa Rica ha scosso la regione, mentre una serie di inondazioni si è verificata nel gennaio del 2005 e nel 2021 e, nel 2007, la società statale Petroterminal de Panamá si è resa responsabile di un episodio di negligenza che ha causato un disastro petrolifero al largo della costa della provincia, causando gravi danni alla flora e alla fauna. Fu lambita anche la laguna di Chiriquí. Infine, nel novembre 2008, un fronte freddo ha colpito la provincia causando inondazioni e molte vittime.

## Toponimo
Gli studiosi della toponomastica panamense hanno dovuto affrontare problematiche relative alla storia spesso sconosciuta della vera origine dei nomi delle località. Nonostante questa incertezza valga anche per Bocas del Toro, gli abitanti del posto riportano diverse versioni.
Innanzitutto vanno citati coloro che affermano con una buona dose di convinzione che l'ultimo capo che abitava quella regione, dal carattere forte e instancabile, era conosciuto come "Boca Toro".
Altri sostengono che durante il suo quarto e ultimo viaggio, l'ammiraglio Cristoforo Colombo, che trascorse la maggior parte del suo tempo a letto a causa di problemi alla vista combinati ad una possibile febbre reumatica, navigò con le sue due caravelle verso un ampio ingresso circolare nella Baia di "Carabaro", così chiamata per via dei nativi che la popolavano. Oggi questa è stata ribattezzata in onore di Colombo come Baia di Almirante.

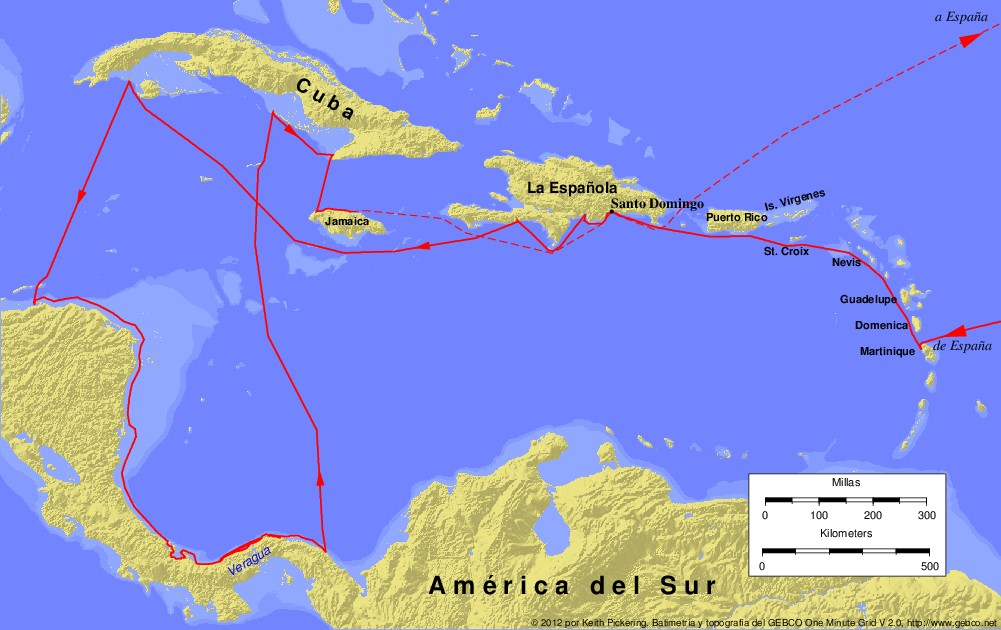
Quarto viaggio di Cristoforo Colombo nel Mar dei Caraibi

Il 6 ottobre 1502, mentre navigava con il suo equipaggio dal Mar dei Caraibi verso l'isola Carenero per effettuare riparazioni della carenera (scafo composto) su una delle sue navi a causa delle forti tempeste scatenatesi al largo delle coste e per fare scorta di provviste sulla vicina isola di Bastimentos, Colombo avvistò un masso roccioso che aveva la forma di un "toro disteso a bocca aperta".
Questo evento potrebbe spiegare la denominazione delle isole caraibiche Bastimentos e Carenero, che significano rispettivamente fornitura e bacino di carenaggio.
Un'altra ricostruzione sostiene che quando vi è l'alta marea le onde che si infrangono sugli scogli dell'isola Bastimentos (di origine vulcanica) fanno pensare al suono di un toro che ruggisce con grande forza.

## Aree protette
Tra gli obiettivi principali dell'ANAM (acronimo che sta per Autoridad Nacional del Ambiente de Panamá, che fa capo al Ministero dell'Ambiente panamense) rientrano la definizione, lo sviluppo e l'attuazione di politiche e normative per la gestione e la conservazione delle aree protette, della fauna selvatica, della biodiversità, del patrimonio naturale, culturale e ambientale. Tali propositi sono inoltre finalizzati a garantire un impiego ragionevole delle risorse naturali e uno sviluppo sostenibile. ANAM include nella provincia le seguenti aree di interesse ambientale:
| Nome dell'area            | Categoria di gestione               | Superficie (ha)           | Istituito nel | Norma istitutrice                                            |
| ------------------------- | ----------------------------------- | ------------------------- | ------------- | ------------------------------------------------------------ |
| Distretto: Bocas del Toro |                                     |                           |               |                                                              |
| Isola di Bastimentos      | Parco Nazionale Marittimo           | 13.226 (11.596 marittimi) | 2 set. 1988   | Risoluzione della Giunta amministrativa INRENARE - JD-021-88 |
| Mimitimbi                 | Riserva Idrica Municipale           | 160                       | 15 ott. 1996  | Accordo o Risoluzione Municipale No.18                       |
| Playa Bluff               | Riserva Municipale                  | 0,05                      | 17 feb. 1997  | Accordo o Risoluzione Municipale No.1                        |
| Distretto: Changuinola    |                                     |                           |               |                                                              |
| Palo Seco                 | Bosco Protetto                      | 125.000                   | 28 set. 1983  | Decreto Esecutivo Nº 25                                      |
| San San Pond Sak          | Laguna di Importanza Internazionale | 16.125                    | 2 ago. 1994   | Risoluzione della Giunta amministrativa INRENARE - JD-020-94 |
| La Amistad                | Parco Internazionale                | 196.650 nella provincia   | 2 set. 1988   | Risoluzione della Giunta amministrativa INRENARE - JD-022-88 |

## Geografia antropica

### Suddivisioni amministrative

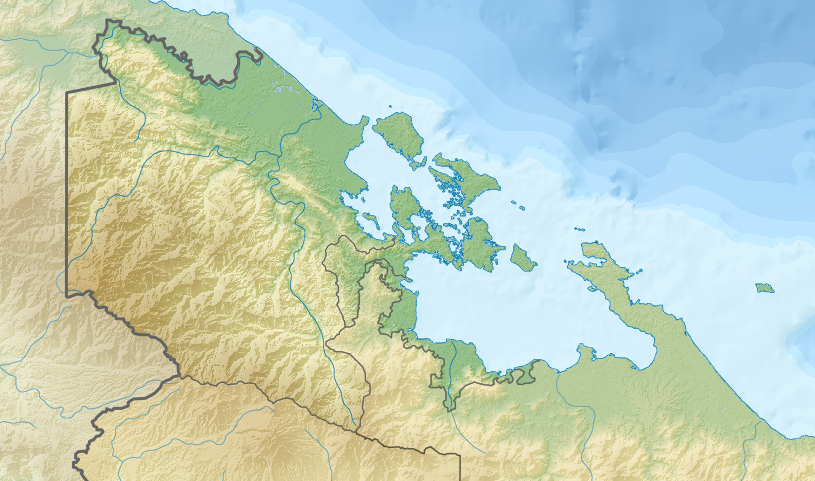
Carta topografica di Bocas del Toro

La provincia di Bocas del Toro è divisa in quattro distretti e 30 comuni. L'8 giugno 2015 è stato creato il nuovo distretto di Almirante, il quale è stato separato dal distretto di Changuinola.
| Distretti                    | Fondazione | Superficie | Corregimientos (Comuni) | Cabecera (Capoluogo) |
| ---------------------------- | ---------- | ---------- | --- | -------------------- |
| Almirante                    | 2015       | 95,4 km²   | Puerto Almirante, Barriada Guaymí, Barrio Francés, Nance de Riscó, Valle de Aguas Arriba, Valle de Riscó                                                    |                      |
| Distretto di Bocas del Toro  | 1855       | 430 km²    | Bocas del Toro, Bastimentos, Cauchero, Punta Laurel e Tierra Oscura                                                                                         | Bocas del Toro       |
| Distretto di Changuinola     | 1903       | 3995 km²   | Changuinola, Almirante, Guabito, Teribe, Valle del Risco, El Empalme e Las Tablas, Cochigró, La Gloria, Las Delicias, Nance del Risco, Valle de Agua Arriba | Changuinola          |
| Distretto di Chiriquí Grande | 1970       | 207 km²    | Chiriquí Grande, Miramar, Punte Peña, Punta Robalo e Rambala                                                                                                | Chiriquí Grande      |

## Economia
La geografia e la cultura hanno influenzato l'economia nella provincia di Bocas del Toro:
- Agricoltura nelle zone interne: Changuinola, Almirante, Guabito e Chiriquí Grande vedono una popolazione prevalentemente indigena e dedita alle coltivazioni. Il commercio principale riguarda le banane, che permettono un notevole guadagno economico all'istmo in termini di esportazione, principalmente negli USA e in Europa;

- Servizi turistici nell'arcipelago: Bastimentos e l'isola di Bocas (anche chiamata isola di Colón), la cui popolazione è di etnia latino-afroantillana, vivono essenzialmente grazie al turismo, al trasporto marittimo e alla pesca.

## Cultura

### Lingue
Le lingue parlate nella regione sono l'inglese e lo spagnolo.
Nella regione si parla anche il Gali-Gali, una lingua ibrida composta da elementi di inglese giamaicano, spagnolo, e qualche espressione dei Guaymí della comarca di Ngöbe-Buglé.

### Letteratura
Originari di questa provincia panamense sono gli scrittori José María Sánchez Borbón (narratore), Tristán Solarte (romanziere, poeta, narratore), Consuelo Tomás (poeta e narratore), Eyra Harbar (poetessa) e Magali Almengor Araúz (narratore), vincitore del Concorso di letteratura per adolescenti Pollito 2004 con il testo Thamy, il bruco.

### Danze
Le principali danze popolari sono di origine afro-antillana e indigena.
I bocatoregni si esibiscono nei balli tradizionali in coppia e, di solito, quando si celebrano compleanni oppure in occasioni particolari.
Tra i più caratteristici vanno menzionate la quadriglia di Antillanas, la danza Calidonia, il Palo de Mayo; si ballano anche ritmi di soca.

### Musica
Oltre al gruppo localmente famoso noto come The Beachers (formato dal pianista e arrangiatore Lloyd Gallimore), vanno citati anche musicisti di spicco Luis Russell (pianista, compositore, direttore d'orchestra) e il così soprannominato monarca del calypso Lord Cobra (compositore, cantante, interprete di ukulele).